# روبن کلایورت
روبن کلایورت (انگلیسی: Ruben Kluivert؛ زادهٔ ۲۱ مهٔ ۲۰۰۱) بازیکن فوتبال اهل پادشاهی هلند است که در حال حاضر برای باشگاه ورزشی کاسا پیا بازی می‌کند.
از باشگاه‌هایی که در آن بازی کرده است می‌توان به باشگاه فوتبال اوترخت و باشگاه ورزشی کاسا پیا اشاره کرد.

## دوران باشگاهی

### اوترخت
روبن کلایورت تا سال ۲۰۱۸ در تیم جوانان آمستردامشه بازی کرد، سپس به باشگاه فوتبال اوترخت و آکادمی جوانان این باشگاه منتقل شد. او در دسامبر ۲۰۱۹ یک قرارداد حرفه‌ای تا نیمه سال ۲۰۲۲ با گزینه تمدید برای یک سال بیشتر امضا کرد. در مارس ۲۰۲۲، این قرارداد مجدداً تمدید شد و تا تابستان ۲۰۲۴ گسترش یافت، که دوباره شامل گزینه تمدید برای یک سال اضافی بود.
روبن کلایورت در ۲۴ ژانویه ۲۰۲۰ از طریق باشگاه فوتبال یونگ اوترخت در فوتبال حرفه‌ای به میدان رفت، این در حالی است که دو هفته قبل‌تر برای اولین بار در ترکیب تیم جوانان اوترخت قرار گرفته بود. در اولین بازی‌اش در ترکیب اصلی مقابل باشگاه فوتبال کامبور به میدان رفت. این مسابقه در نهایت با نتیجه ۳–۱ به شکست انجامید. در ۱ مه ۲۰۲۱، روبن کلایورت برای اولین بار در ترکیب تیم اصلی باشگاه فوتبال اوترخت قرار گرفت و اولین بازی‌اش در تیم بزرگسالان این باشگاه در ۱۱ مه ۲۰۲۲ انجام شد. در مسابقه خانگی ۲–۲ مقابل باشگاه فوتبال آزد آلکمار، او در دقیقه ۹۰+۱۴ به جای هم‌تیمی‌اش ویلم یانسن که در این بازی از فوتبال حرفه‌ای خداحافظی کرد، به میدان رفت.
در آغاز فصل ۲۰۲۲/۲۳، روبن کلایورت بیشتر در ترکیب تیم اصلی قرار گرفت. در ۲۰ اوت ۲۰۲۲، او برای اولین بار در ترکیب اصلی قرار گرفت و در مسابقه خارج از خانه مقابل باشگاه فوتبال امن (با نتیجه ۳–۲ شکست خوردند) به مدت نود دقیقه بازی کرد. اما با این حال روبن کلایورت به یک بازیکن ثابت در ترکیب اصلی تبدیل نشد. در طول آماده‌سازی برای فصل ۲۰۲۳/۲۴، روبن کلایورت به همراه سه بازیکن دیگر اوترخت، دیگر شماره پیراهنی دریافت نکرد. این موضوع می‌تواند نشان‌دهنده خروج او از اوترخت باشد.

### دوردرخت
به دلیل چشم‌انداز پیشرفت کم، روبن کلایورت در ۱ سپتامبر ۲۰۲۳ به باشگاه فوتبال دوردرخت منتقل شد، و قراردادی تا نیمه سال ۲۰۲۵ امضا کرد. باشگاه اعلام کرد که روبن کلایورت را به عنوان یک قدرت افزوده می‌بیند، به ویژه به خاطر قدرت سرزنی‌اش او مزیتی بزرگ محسوب می‌شود. در اولین بازی ممکن، او در ۱۵ سپتامبر ۲۰۲۳ مقابل هم‌تیمی‌های سابقش از باشگاه فوتبال یونگ اوترخت (با نتیجه ۳–۳ به پایان رسید) به میدان رفت. در پایان سپتامبر ۲۰۲۳، روبن کلایورت دچار مصدومیت شد و بازگشت او تا نیمه ژانویه ۲۰۲۴ طول کشید. پس از بازگشت، روبن کلایورت در اولین فصلش در باشگاه فوتبال دوردرخت به یک بازیکن کلیدی تبدیل شد. با چهارده بازی بدون شکست، روبن کلایورت و یارانش در مه ۲۰۲۴ به پلی‌آف‌ها برای صعود به اردیویسه صعود کردند.
در دور اول مقابل باشگاه فوتبال امن، دوردرخت پس از تساوی ۲–۲ در بازی رفت، با دلیل گل دیرهنگام در بازی برگشت از دور مسابقات حذف شد.

## زندگی شخصی
او در خانواده‌ای کاملا فوتبالی رشد نموده‌است. پدربزرگ او کنت کلایورت و پدرش پاتریک کلایورت، ستاره سابق تیم ملی فوتبال هلند و باشگاه فوتبال بارسلونا است. برادرانش، جاستین کلایورت و شین کلایورت نیز بازیکن فوتبال هستند.